# Noccaea caerulescens
Noccaea caerulescens — вид квіткових рослин з родини капустяних (Brassicaceae). Ареал: Європа (Австрія, Бельгія, Чехія, Франція, Німеччина, Італія, Нідерланди, Польща, Іспанія, Швейцарія).

## Екологія
Росте на пасовищах, луках і трав'янистих річкових наносах; також поширюється локально вздовж доріг і залізничних колій. Рослина мешкає на вологих і поживних, багатих гумусом, супіщаних і супіщаних ґрунтах.

## Біоморфологічна характеристика
Дворічна або однорічна трав'яниста рослина, синювато-зелене стебло росте з приземної розетки листя, у якій листя від еліптичної до ланцетної форми. Стебло виростає до 30 см і вкрите декількома коротшими, вузькими листками, несе характерне суцвіття у формі повної китиці з початку квітня до травня. Окремі квітки складаються з 2–3 пелюсток, а пиляки під час розпускання жовтуваті, пізніше сині до темно-пурпурових. Плід — стручок.